# Illyriska kollegiet
Illyriska kollegiet i staden Loreto i provinsen Ancona i Italien, den italienska beteckningen för detta kollegium är Collegium Illyricum, också känd under namnet Il Collegio Illirico di San Pietro e Paolo di Fermo. En kristen församling i Rom står för grundandet av kollegiet som invigdes år 1663 och som existerade ända fram till 1746. Syftet med kollegiet var att utbilda kristna präster från Balkanhalvön.